# Senoculus bucolicus
Espèce
Senoculus bucolicus est une espèce d'araignées aranéomorphes de la famille des Senoculidae.

## Distribution
Cette espèce est endémique du Panama.

## Description
Le mâle holotype mesure 8,21 mm et la femelle paratype 9,19 mm.

## Publication originale
- Chickering, 1941 : The Senoculidae of Panama. Papers of the Michigan Academy of Science, Arts and Letters, vol. 26, p. 195-218 (texte intégral).